# جون ويليام (لاعب كرة قاعدة)
جون ويليام (بالإنجليزية: John Hale)‏ هو لاعب كرة قاعدة أمريكي، ولد في 5 أغسطس 1953 في فريسنو في الولايات المتحدة.

## وصلات خارجية
- جون ويليام على موقعبيزبول رفرنس.كوم (الدوري الرئيسي) (الإنجليزية)
- جون ويليام على موقعبيزبول رفرنس.كوم (الدوري الثانوي) (الإنجليزية)